# Ernst Håkansson
Ernst Josef Emanuel Håkansson, född 7 maj 1879 i Malmö, död 1966, var en svensk byggmästare och kommunalpolitiker (höger).
Håkansson, som var son till Gustav Håkansson och Freija Holmström, avlade examen vid tekniska elementarskolan i Malmö 1899. Han innehade egen byggnadsfirma 1904–1933 samt var ordförande och expeditionshavande i Skånska brandförsäkringsinrättningen i Malmö från 1933. Han var vice ordförande i renhållningsstyrelsen i Malmö stad 1940–1949 och i drätselkammarens tredje avdelning (motsvarande fastighetsnämnden) där 1947. Han var även ledamot av polisnämnden, rådhusbyggnadskommittén, huvudman och ledamot av förstärkta styrelsen för Skånska brandförsäkringsinrättningen, värderingsman i Skånes stadshypotekförening, i Skånes bostadskreditförening och i statens byggnadslånebyrå. Han tilldelades Vasamedaljen.